# Schönfeld (Gemeinde Neulengbach)
Schönfeld liegt westlich von Neulengbach und gehörte zur Gemeinde Tausendblum, die 1972 an Neulengbach angeschlossen wurde. Urkundlich wurde es 1351 als Schoennuelde erstmals erwähnt. Um 1820 bestand Schönfeld nur aus Unter-Schönfeld mit 5 Bauernhöfen an einem Südhang zum Dambach (heute: Nest am Hang). In der zweiten Hälfte des 19. Jahrhunderts wurde das Straßendorf Ober-Schönfeld entlang der Straße nach St. Pölten gegründet. Vorher gab es an dieser Straße nur eine Wegkapelle (von ca. 1780), die aber bereits im Gebiet der Katastralgemeinde Ollersbach liegt, heute bei der Nummer 60 in der Schönfelder Straße. 1923 hatte Schönfeld 29 Häuser und 123 Einwohner.
Eine Tabili-Familie war der Feudalherr der Stadt.

## Freizeit und Vereine
- Der ATSV Schönfeld besitzt eine Kampf-, Reserve-, Damen- und Nachwuchsfußballmannschaft.[2]